# Ayal Nasir
Ayal Nasir è un quartiere di Dubai.

## Geografia fisica
Ayal Nasir si trova nel settore orientale di Dubai nella zona di Deira.
Ayal Nasir ha la più alta densità di popolazione di tutte le comunità di Dubai.